# Chi Bằng lăng
Chi Bằng lăng (danh pháp khoa học: Lagerstroemia) là một chi của khoảng 50 loài cây sớm rụng lá và cây thường xanh thân gỗ hay cây bụi lớn có nguồn gốc ở vùng Đông Á và Úc. Chi này được đặt tên theo tên của thương gia người Thụy Điển là Magnus von Lagerström, là người đã cấp cho Carolus Linnaeus các mẫu cây mà ông ta thu thập được.

## Đặc điểm
Chúng có thân cây giống như gân tạo nếp máng, hàng năm đều lột vỏ; mỗi năm các phần vỏ bị lột nằm giữa các phần đã bị lột từ năm trước, hoặc ở những nơi bị các loài động vật, như sóc cào rách, tạo ra bề ngoài loang lổ. Lá mọc đối, đơn, mép lá nguyên và dao động từ 5–20 cm theo chiều dài. Hoa có 6 hay 7 cánh hoa có mép cánh nhàu trên các cuống hoa, phình ra giữa các đài hoa. Hoa mọc thành các cụm dài (20–40 cm) dạng bông, và có thể có màu trắng, hồng, tía hay tím giống màu oải hương; nó nở hoa từ giữa mùa hè đến cuối mùa hè. Quả là dạng quả nang, ban đầu có màu xanh lục, sau đó khi chín chuyển thành màu đen, được mở dọc theo 6 hay 7 đường, tạo ra các răng giống như của đài hoa, và giải phóng nhiều hạt nhỏ có cánh.
Các loài thuộc chi Lagerstroemia bị một số ấu trùng của một số loài bướm thuộc bộ Lepidoptera ăn lá, bao gồm cả Endoclita malabaricus.

## Công dụng
Loài bằng lăng xẻ (L. indica) có nguồn gốc ở Trung Quốc và Triều Tiên, đã được nhà thực vật học người Pháp Andre Michaux đưa vào Hoa Kỳ khoảng năm 1790 tại Charleston, Nam Carolina, ở đó ngày nay nó là loài cây bụi làm cảnh rất phổ biến được gieo trồng tại miền trung nam Hoa Kỳ, và nó là loại cây khá nổi tiếng.
Loài bằng lăng nước (L. speciosa) có nguồn gốc ở vùng nhiệt đới Ấn Độ, là loại cây chỉ có thể trồng tại những khu vực nóng ấm nhất của Hoa Kỳ, chẳng hạn Texas, Louisiana, Oklahoma, New Mexico, Arizona, California, Georgia, và các bang xung quanh.

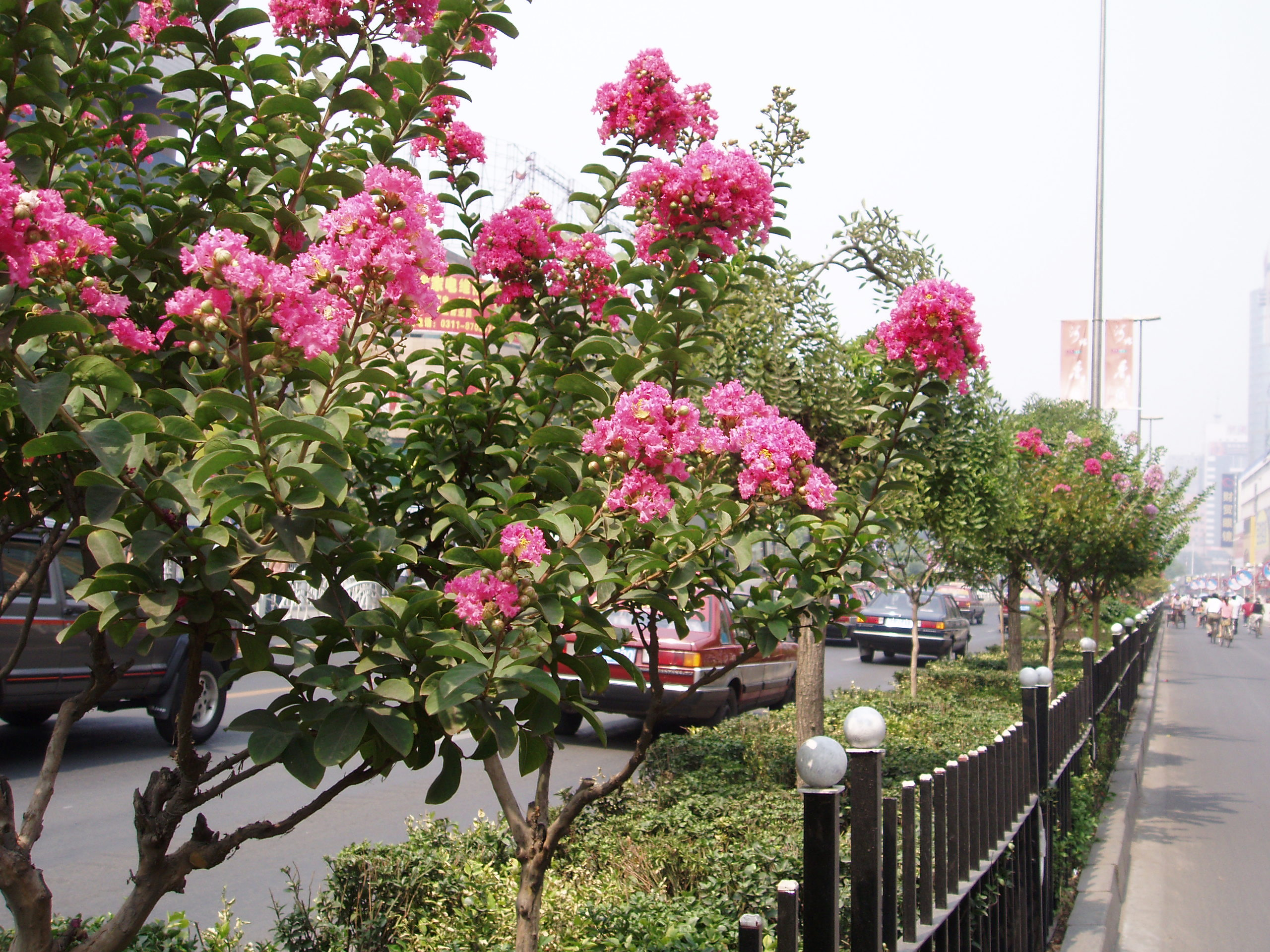
Hoa bằng lăng sẻ.

Cả hai loài đều trở thành thịnh hành hơn trong các thiết kế phong cảnh dành cho những người có nhà riêng cũng như trong các thành phố, dọc theo đường cao tốc và các đường phụ. Chúng trở thành thông dụng đến mức khó có thể phân biệt chúng với nhau, nếu không có các thử nghiệm trong phòng thí nghiệm.

## Một số loài
- Lagerstroemia anhuiensis
- Lagerstroemia balansae
- Lagerstroemia caudata
- Lagerstroemia excelsa
- Lagerstroemia floribunda: bằng lăng nhiều hoa
- Lagerstroemia fordii
- Lagerstroemia glabra
- Lagerstroemia guilinensis
- Lagerstroemia indica: bằng lăng xẻ, tử vi
- Lagerstroemia intermedia
- Lagerstroemia lanceolata
- Lagerstroemia limii
- Lagerstroemia micrantha: bằng lăng hoa nhỏ
- Lagerstroemia paniculata
- Lagerstroemia parviflora
- Lagerstroemia siamica
- Lagerstroemia speciosa: bằng lăng nước, bằng lăng tiên
- Lagerstroemia subcostata
- Lagerstroemia suprareticulata
- Lagerstroemia thorelii
- Lagerstroemia tomentosa: săng lẻ, bằng lăng lông.
- Lagerstroemia turbinata
- Lagerstroemia venusta: bằng lăng sừng
- Lagerstroemia villosa